# Шевченко (Малоорловский сельсовет)
Шевченко (укр. Шевченко) — село на Украине, находится в Шахтёрском районе Донецкой области. Под контролем самопровозглашённой Донецкой Народной Республики.

## География
В Донецкой области имеется ещё 17 одноимённых населённых пунктов, в том числе село Шевченко Розовского сельсовета, расположенное том же в Шахтёрском районе; в соседних районах: Шевченко Макеевского горсовета (к юго-востоку от Макеевки), Шевченко Енакиевского горсовета (к юго-западу от Енакиева).

#### Соседние населённые пункты по странам света
С: Камышатка, Ольховатка
СЗ: Малоорловка, Славное, Дружное, город Юнокоммунаровск
СВ: Полевое
З: —
В: Новоорловка, Орлово-Ивановка
ЮЗ: Шевченко (Розовского сельсовета), город Ждановка
ЮВ: Михайловка
Ю: город Кировское

## Население
Население по переписи 2001 года составляло 64 человека.

## Общие сведения
Код КОАТУУ — 1425284505. Почтовый индекс — 86222. Телефонный код — 806250.

## Адрес местного совета
86222, Донецкая область, Шахтёрский р-н, с.Малоорловка, ул.Широкая, 112